# 1979 Sakharov
Sakharov (asteroide 1979) é um asteroide da cintura principal, a 2,1391561 UA. Possui uma excentricidade de 0,0993411 e um período orbital de 1 336,96 dias (3,66 anos).
Sakharov tem uma velocidade orbital média de 19,32643125 km/s e uma inclinação de 6,04841º.
Esse asteroide foi descoberto em 24 de Setembro de 1960 por Cornelis van Houten, Ingrid van Houten-Groeneveld.
Foi batizado em homenagem ao físico Andrei Sakharov.